# My first home
|  | Denne artikel er oprettet af botten Steenthbot ud fra en ekstern database. Den kan derfor have sproglige fejl eller mangler. Denne skabelon kan fjernes efter kontrol af indholdet. |

My first home er en dansk dokumentarfilm fra 2022 instrueret af Vixtoria Salomonsen.

## Handling
For Lola var hendes første rigtige hjem hendes første rigtige kærlighed. Dette forhold var ungt og fyldt med lidenskab og farlig afhængighed. Det tog hende år med svære beslutninger at flytte væk fra det hjem.
Hun foretog rejsen alene, og hun har opfundet sin livsstil fra bunden. Et paradis, der passer til hende og kun hende i Prins Hendrikstraat i Haag. Et farverigt, energisk rod af tøj, glitrende perler, 14 fugle, der flyver rundt, og dunkende techno-beats.”

## Medvirkende
- Lola Van Grootel